# Itaporanga
Itaporanga este un oraș în Paraíba (PB), Brazilia.